# پروسرپینا

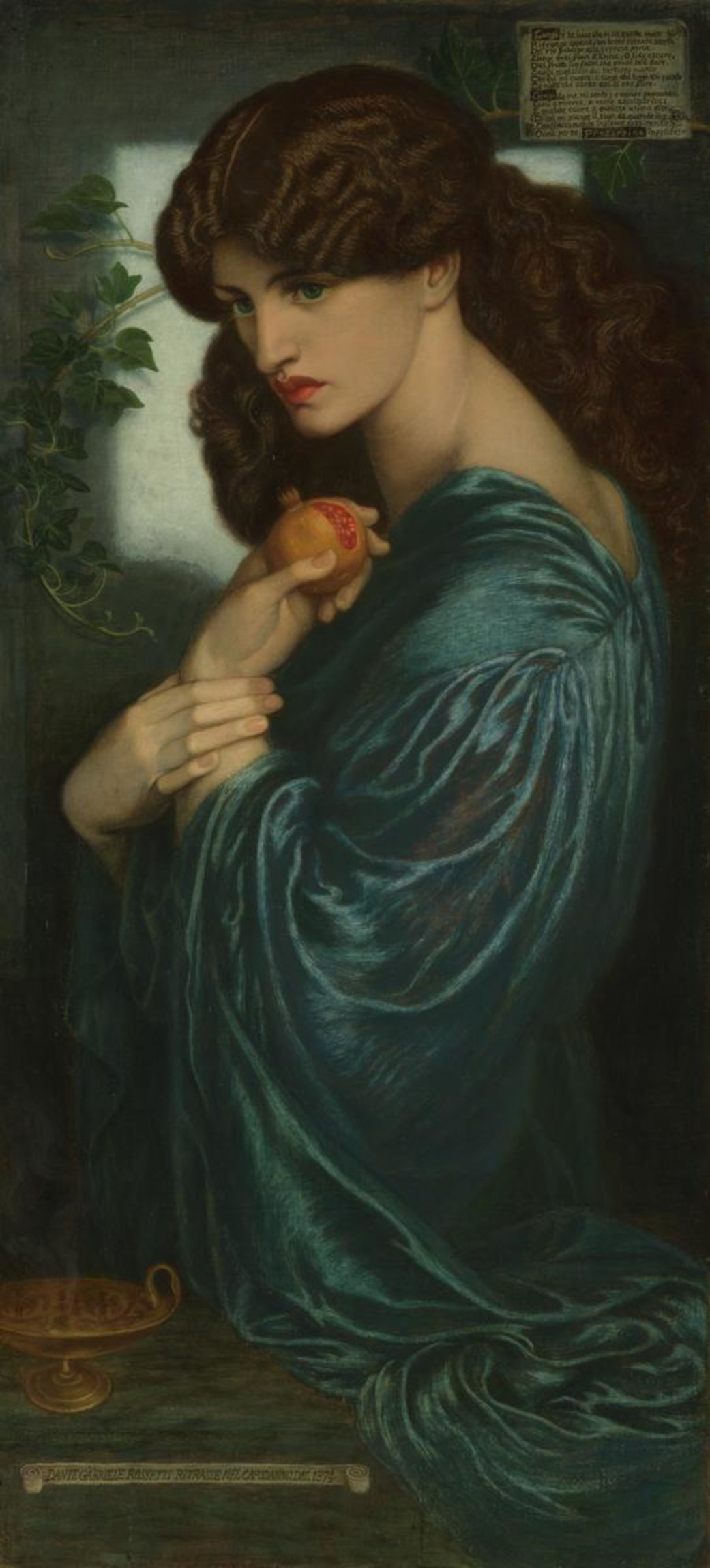
نقاشی رنگ روغن پروسرپینا، اثر دانته گابرییل روستی

پروسرپینا (به انگلیسی: Proserpina) (پروسرپاین و پروسپرینا یا پرسه‌فونه هم گفته می‌شود) فرزند ژوپیتر (ایزد آسمان و رعد) و سرس (الههٔ کشاورزی و مهر مادرانه)، یکی از ایزدبانوان روم باستان است. داستان پروسرپینا توجیهی برای فرارسیدن فصل بهار بوده‌است. در میان اساطیر یونانی ایزدبانو پرسفون به‌عنوان همتای او شناخته می‌شود. ریشهٔ احتمالی نام پروسرپینا از واژهٔ لاتین "proserpere" (به معنی «در حال پیدایش») اشاره به «دانهٔ در حال رشد» است.

## افسانه‌ها

### افسانهٔ بهار

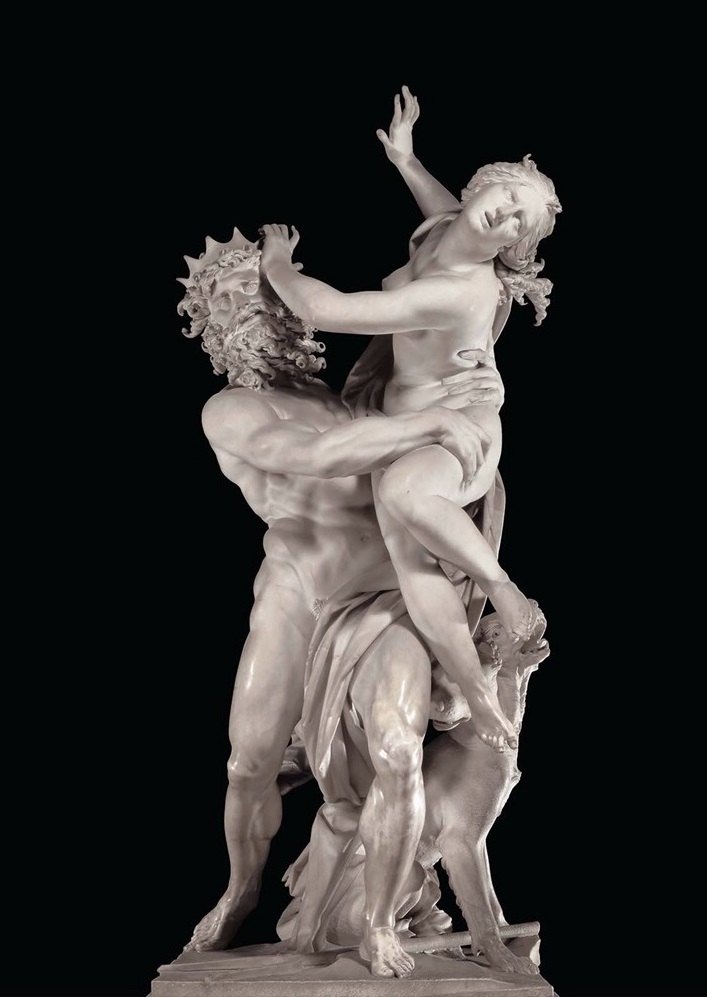
مجسمهٔ تجاوز به پروسرپینا اثر برنینی

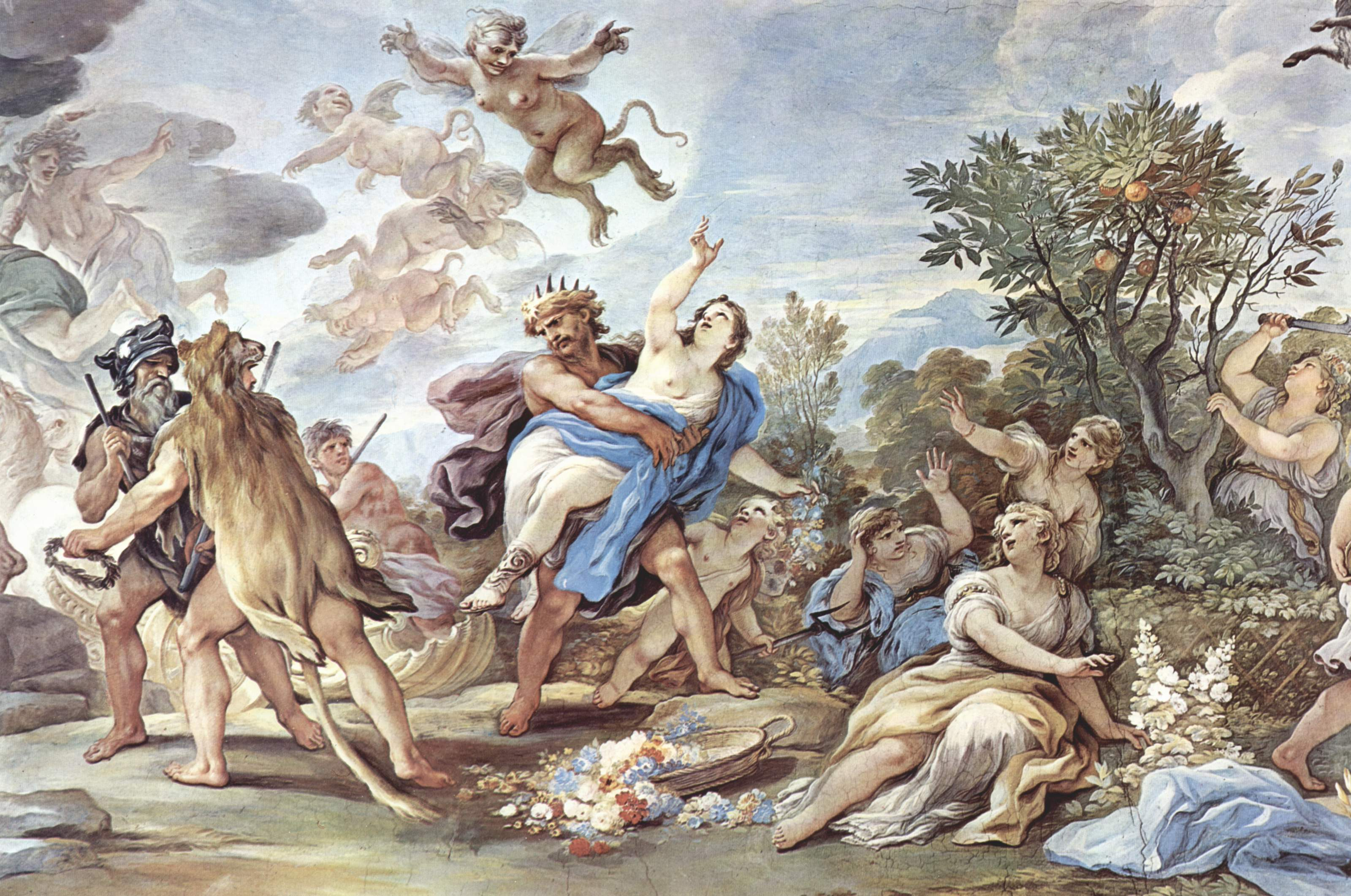
نقاشی تجاوز به پروسرپینا اثر لوکا جیوردانو

ونوس برای آن‌که پلوتون را در دام عشق اسیر کند، پسرش اَمور را مأمور کرد تا با پرتاب یکی خدنگهای‌اش به پلوتون، او را مبتلا کند. پروسرپینا که در دریاچهٔ پرگوسا در نزدیکی اِنّا واقع در جزیرهٔ سیسیلی سرگرم بازی با حوری‌ها و چیدن گُل بود با پلوتون روبرو شد که با ۴ اسب سیاه‌اش از دهانهٔ آتشفشان اِتنا خارج می‌شد. پلوتون عاشق پروسرپینا شد و او را به قصد ازدواج با خود به قلمرو خود، دنیای زیرین برد و به این‌شکل پروسرپینا «ملکهٔ دنیای اموات» شد. نکتهٔ قابل اشاره این است که پلوتون به‌واسطهٔ آن‌که برادر ژوپیتر و سیریز بود عموی پروسرپینا به‌شمار می‌آمد.
سیریز به خیال یافتن پروسپرینا تمام دنیا را زیر پا گذاشت اما به‌جز یک کمربند کوچک (که از اشک حوری‌ها ساخته شده‌بود) نشانی از او نیافت. سیریز که خود الههٔ رستنی‌ها بود، زمانی که از یافتن پروسپرینا نومید شد از روی خشم، نفرین‌اش را نثار سیسیلی کرد و به‌همین خاطر رشد میوه‌ها و سبزیجات آن دیار متوقف شد. او از بازگشت به کوه المپ سرباز زد و به پیمودن مسیر در تمام زمین ادامه داد، به شکلی که به هرجا گام می‌نهاد صحرایی ایجاد می‌شد.
ژوپیتر -که دغدغهٔ سرنوشت زمین را داشت- مرکوری را به نزد پلوتون فرستاد و از او درخواست کرد تا پروسرپینا را رها کند. پلوتون درخواست ژوپیتر را پذیرفت اما پیش از آن‌که پروسرپینا را آزاد کند ۶ دانه انار به او خوراند. کسانی که از خوراکی‌های دنیای مردگان می‌خوردند دیگر نمی‌توانستند به دنیای زندگان بازگردند و این به‌آن معنا بود که پروسرپینا مجبور می‌شد ۶ ماه از سال را با پلوتون سر کند و در ۶ ماه باقی‌مانده می‌توانست به نزد مادرش در دنیای زندگان برود. پی‌آمد این ماجرا ایجاد تغییرات فصل‌ها در طبیعت است؛ زمانی که سیریز به استقبال دخترش می‌رود فصل شکوفایی و بهار آغاز می‌شود و هنگامی که پروسرپینا مجبور است نزد پلوتون بازگردد خزان از راه می‌رسد.
در روایت دیگری از این داستان آمده‌است پروسرپینا پس از ربوده‌شدن فقط ۴ دانهٔ انار را خورده بوده و آن‌کار را هم با رضایت خودش انجام داده بوده‌است. هنگامی که ژوپیتر درخواست بازگشت او را مطرح کرد، پلوتون با او وارد معامله‌ای شد و گفت چون پروسرپینا دانه‌های انار را دزدیده باید ۴ ماه از سال را پیش من سپری کند و بقیهٔ ماه‌ها را آزاد است تا نزد شما بیاید. به همین دلیل است که زمانی که سیریز به استقبال دخترش می‌رود گیاهان جوانه می‌زنند و شکوفه می‌دهند و در تابستان به بار می‌نشینند. در پاییز، سیریز برگ‌ها را-به‌عنوان هدیه‌ای برای فرزندش پیش از آن‌که به دنیای اموات بازگردد-به رنگ قهوه‌ای و نارنجی (رنگ‌های مورد علاقه‌اش) درمی‌آورد. و زمانی که پروسرپینا به نزد پلوتون می‌رود زمستان فرا می‌رسد و زمین بی‌حاصل می‌شود.

### اورفئوس و ائورودیکه
در مفصل‌ترین نسخهٔ لاتین شرح حال اسطورهٔ پروسرپینا که توسط کلاودوس کلاودیانوس در قرن چهارم میلادی نگاشته شده رابطهٔ نزدیکی میان شخصیت پروسرپینا و اورفئوس و ائورودیکه تصویر شده‌است. به‌این شکل که پروسرپینا به‌عنوان ملکهٔ دنیای مردگان اجازه می‌دهد تا ائورودیکه که بر اثر مارگزیدگی مُرده‌است دوباره به زندگی و نزد همسرش اورفئوس بازگردد. پروسرپینا با نواختن چنگ سربروس را خواب می‌کند و موقعیت گریختن آن‌دو از سرزمین اموات را فراهم می‌سازد. اما اورفئوس به توصیهٔ پروسرپینا که گفته بود نباید در هنگام خروج از آن‌جا به‌صورت او نگاه کند عمل نمی‌کند و به‌این شکل ائورودیکه را از دست می‌دهد.